# 科季夫卡 (古西亞京區)
49°4′56″N 25°55′26″E / 49.08222°N 25.92389°E
科季夫卡（烏克蘭語：Котівка），是烏克蘭的村落，位於該國西部捷爾諾波爾州，由喬爾特基夫區負責管轄，處於尼奇拉瓦河畔，始建於1678年，面積2.62平方公里，2001年人口807。